# Oswald Binder
Oswald Binder (* um 1455/1460; † 19. Dezember 1527 in Murrhardt) war ein katholischer Priester, Benediktiner und Abt des Klosters St. Januarius in Murrhardt.

## Leben und Wirken

### Frühe Jahre
Oswald Binder wurde im Zeitraum zwischen 1455 und 1460 geboren; der Ort seiner Geburt ist nicht bekannt. Er entstammte vermutlich einer Familie, die im späten 15. Jahrhundert mehrfach Geistliche im Raum Schwäbisch Gmünd und Lorch stellte. Die erste Erwähnung Binders als Konventuale im Kloster Lorch erfolgte 1475, als er der Öffnung der Grablege der Staufer im Kloster Lorch beiwohnte. Als Binder am 10. Dezember 1510 vom Würzburger Bischof Lorenz von Bibra als Prior nach Murrhardt berufen wurde, konnte er bereits auf eine lange Laufbahn als Mönch zurückblicken.
Zum Zeitpunkt seiner Berufung befand sich das Kloster Murrhardt in einem desolaten Zustand – die finanzielle Situation der Abtei war durch eine immense Verschuldung existenzbedrohend und der gesamte Konvent moralisch und sittlich so verkommen, dass die Mönche ihren seelsorgerischen Aufgaben nicht mehr nachgehen konnten.
Selbst die geplante Umwandlung des katholischen Klosters in ein Kollegiatstift scheiterte kläglich an der Unfähigkeit der alteingesessenen Mönchsgemeinschaft.

### Abtwahl und Konsolidierungsversuche
Aus diesem Grund wurde der bisherige Abt Philipp Renner im Mai 1511 im Rahmen einer von Herzog Ulrich von Württemberg angeordneten Klosterreform zum Rücktritt gezwungen und Oswald Binder zu seinem Nachfolger bestimmt; diese Vorgehensweise wurde im Nachhinein auch von Bischof Lorenz gutgeheissen.
Unter Binders Leitung blieb das katholische Kloster in seiner bisherigen Form erhalten, jedoch war nach Durchführung der Reform der Konvent auf nur noch sieben Mönche geschrumpft. Binders Stärke lag in der geistlichen Führung – wirtschaftliche Kompetenz zeichnete ihn nicht aus. Daher gelang es ihm nicht, die finanzielle Lage des Klosters entscheidend zu verbessern. Selbst der vollständige Auszug des Konvents im Jahr 1518 zur Einsparung der Personalkosten – die Mönche kehrten erst 1519 wieder in ihr Kloster zurück – erbrachte keine Wirkung. Erst die Berufung Martin Mörlins zum Grosskeller der Abtei konnte die wirtschaftliche Situation zum Guten wenden und die Schuldenlast des Klosters Murrhardt nachhaltig verringern. Die Konsolidierungsmaßnahmen, die der neue Grosskeller erfolgreich ergriff, führten aber im Gegenzug dazu, dass die steuerliche Belastung in der Bevölkerung zu wachsender Unzufriedenheit und schließlich zur Plünderung des Klosters Murrhardt im Zuge des Bauernkrieges führten.

### Bauernkrieg und letzte Jahre
Im Jahr 1525 kumulierten die drückenden sozialen Spannungen in Württemberg in gewalttätigen Aufständen der Landbevölkerung. Das Murrhardter Kloster mit seiner am Rand des herzoglichen Territoriums geriet in Kampfhandlungen mit württembergischen Bauern von Westen und limpurgischen Bauern von Osten. Zwar vereinbarte Abt Binder mit den Limpurgern die Zahlung einer Revolutionssteuer in Höhen von 300 Gulden, zahlte diesen Betrag aber im Nachgang nicht aus. Die limpurgischen Bauern kehrten daraufhin am 25. April 1525 nach Murrhardt zurück. Sie plünderten die Abtei und vernichteten die klösterliche Bibliothek samt allen Büchern und Archivalien, die seit dem frühen Mittelalter dort aufbewahrt wurden. Nach der Niederschlagung des Aufstandes durch das Heer des Schwäbischen Bundes leitete Binder die klösterlichen Geschicke weiter, bis er am 19. Dezember 1527 in Murrhardt verstarb. Sein Nachfolger im Amt des Abtes wurde der bisherige Grosskeller Martin Mörlin.

## Sonstiges

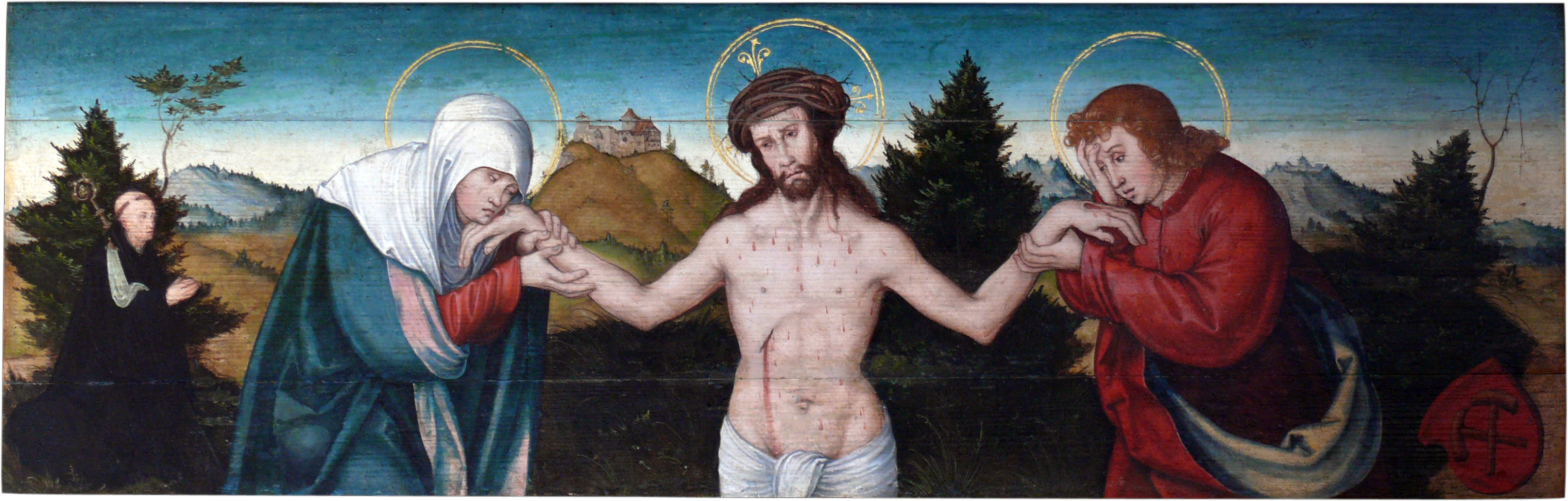
Allerheiligenaltar mit Darstellung Oswald Binders in der linken Ecke

Oswald Binder ist der einzige Abt des Klosters Murrhardt, von dem sich eine bildliche Darstellung erhalten hat. Auf dem noch heute in der Stadtkirche von Murrhardt ausgestellten Staffelbild des Allerheiligenaltars findet sich die Darstellung des Benediktinerabtes mit Abtsstab.